# زاغی بال‌لاجوردی
زاغی بال‌لاجوردی (نام علمی: Cyanopica cyanus) نام یک گونه از تیره کلاغان است.